# 山田茂 (文芸評論家)
山田 茂（やまだ しげる、1955年 - ）は、日本の文芸評論家。

## 経歴
- 1955年、埼玉県に生まれる。
- 2005年、「赤坂真理」で群像新人文学賞評論部門優秀作に選ばれる。
- 2009年上半期の新人小説月評（文學界）を担当。

## 作品リスト

### 評論
- 赤坂真理（『群像』2005年6月号）
- 自然 物質 歌――現代詩をいかにのり超えるか（『社会評論』194号、2019年）

### 小説
- 離婚（『群像』2006年5月号）
- ある言語からの報告（『群像』2007年8月号）